# Loriana
Loriana (Lloriana en asturiano y oficialmente) es un lugar y una parroquia del municipio de Oviedo, Asturias (España).
En sus 5,98 km² habitan un total de 248 habitantes (INE 2014) e incluye a las siguientes entidades de población: Loriana (Lloriana), La Bolguina, Fabarín, Lampajúa (Llampaxuga), Lubrió (Llubrió), Malpica, Peña Nora, Ponteo, Rebollar, Requejo (Requexu), Rodiella, La Cava y La Vega.
El lugar de Loriana, en el que viven 56 personas, está a unos 175 metros de altura sobre el nivel del mar. Se encuentra a 6 kilómetros de Oviedo, la capital del concejo. 
La localidad de Loriana cuenta con una iglesia, un cementerio adyacente, la casa consistorial y un palacio propiedad de la familia Martínez-Cardeñoso, antigua propietaria de la mayoría de fincas de la parroquia.
La población de Loriana se dedica fundamentalmente al sector servicios en Oviedo o san Claudio, localidad cercana.
Loriana es paso obligado en el Ruta Jacobea Primitiva del Camino de Santiago

## Demografía
| Gráfica de evolución demográfica de Loriana entre 2000 y 2014 |
|                                                               |